# Einar Ágúst Víðisson
Einar Ágúst Víðisson, född 13 augusti 1973 i Neskaupstaður, är en isländsk sångare och radioprogramledare.
Víðisson är bl.a. känd som sångare i musikgruppen Skítamórall. Tillsammans med Telma Ágústsdóttir representerade han Island i Eurovision Song Contest 2000 med bidraget Tell Me!. De uppnådde 12:e plats med 45 poäng.
Víðisson deltog i den isländska uttagningen till Eurovision Song Contest 2008. Han framförde bidraget Straumurinn tillsammans med Sigurjón Brink i kvartsfinalen men de gick inte vidare till semifinal.